# Vincenzo Lunardi
Vincenzo Lunardi (Lucca, 11 de janeiro de 1759 - Lisboa, 1 de agosto de 1806) foi um balonista, inventor e oficial italiano, pioneiro da aeronáutica, chamado por Lourenço Henrique Henriques-Mateus de "o Mozart da aerostação".

## Biografia
Vincenzo Lunardi nasceu numa família de pequena fidalguia, desprovida de meios de fortuna ou de rendimento. O pai, que se casara tarde, morreu quando ele e as irmãs, Margherita e Chiara, ainda eram crianças, deixando-as numa situação pouco auspiciosa, a qual se agravou, substancialmente, com a morte da mãe. Nessa altura, os três órfãos foram acolhidos por Gherardo Compagni, um parente remoto que vivia no distante reino de Nápoles, onde se ocupava de assuntos diplomáticos e ostentava o título de cavaleiro. Graças aos seu auxílio, Vincenzo foi educado de acordo com a sua condição, revelando-se, com o desabrochar da idade, tão sagaz e inteligente quanto arguto e cortês; qualidades que, aliadas à capacidade de trabalho e determinação, o talharam desde cedo para a vida diplomática.
Temperamental e alegre, senhor de uma fisionomia charmosa e de apurado gosto no trajar, Vincenzo Lunardi era um sedutor apaixonado pela vida que atraía sobre si a atenção dos homens de sociedade e a simpatia das mulheres; características que lhe terão permitido destacar-se naturalmente no meio social londrino, onde exercia, com apenas 24 anos de idade, as funções de secretário da embaixada do minúsculo reino de Nápoles.

## As primeiras ascensões na Grã-Bretanha
Quando em Londres de soube da notícia da primeira ascensão de um ser humano a bordo de um balão, Lunardi ficou fascinado pela façanha e começou, desde logo, a perspectivá-la no seu futuro, de modo que, também ele, pudesse um dia vir a ser aeronauta. Desprovido de meios de fortuna, mas não de poder de persuasão, o jovem não tardou muito até conseguir obter as condições necessárias para poder levar o seu intento por diante, que se concretizaria no dia 15 de setembro de 1784. Esta proeza, que se tornou histórica por ter sido a primeira vez que um homem ascendeu na Grã-Bretanha a bordo de um balão aerostático, foi realizada com recurso a um globo volante de hidrogênio, cujo invólucro tinha 10,10m de diâmetro e 515m³ de volume. Durante a fase de enchimento do globo, Lunardi contou com a ajuda do Dr. George Fordyce, um químico amigo do jovem balonista, que projetara todo o equipamento para a manufatura do hidrogênio e que dirigiu, pessoalmente, aquela operação.
Quando tudo já estava pronto para a largada do balão, Lunardi surpreendeu os circunstantes ao fazer-se acompanhar de dois animais, um gato e um pombo, que a ele se juntaram, no interior da barquinha, ao equipamento e às provisões que entendera levar consigo. Solto o globo, o aeronauta e a bicharada ascenderam livremente pelo céu da Inglaterra, e por aquele vogaram, ao sabor do vento, durante 2h15min - ao que parece, sem grande poder ascensional, posto que não ultrapassaram os 305m de altura - tendo retornado ao solo em Stanton, perto de Ware, no Hertfordshire. Nesta localidade existe, desde então, uma lápide a assinalar este feito. Como curiosidade, conta-se que, depois de o balão se ter imobilizado no solo, as gentes de Stanton não se atreveram a aproximar-se da máquina aerostática nem do seu tripulante, só o tendo feito depois de uma rapariga se ter chegado ao local do descenso, fascinada pela figura de Lunardi e pela elegância do seu trajar.
Esta proeza, que rendeu a Lunardi fama e proveito, valeu-lhe ser apresentado ao rei Jorge III e ao príncipe de Gales, pessoa que, para além da admiração, lhe devotou ainda a estima bastante para que lhe fosse artibuído, a título simbólico, o posto de capitão da Artillery Company (com o direito de envergar o uniforme azul e escarlata daquele regimento), razão que explica daí em diante o aeronauta se apresentasse como capitão Vincenzo Lunardi.
Aproveitando o sucesso obtido no Reino Unido, Lunardi realizou, durante aquele ano de 1785, várias ascensões noutras localidades da Grã-Bretanha, tendo-se então apresentado em Liverpool, Kelso Edimburgo, e Glasgow. Durante as doze viagens aéreas que Lunardi realizou no Reino Unido, transportou, por vezes, alguns objetos de sua invenção, como, por exemplo, um interessante colete salva-vidas que lhe permitiria flutuar em caso de amaragem forçada.
Embalado pelo muito sucesso das suas proezas como aeronauta, Vincenzo Lunardi escreveu durante este período um livro intitulado Account of five aerial voyages in Scotland, o qual foi publicado em Londres, no ano de 1786.

## As primeiras ascensões na Itália
Da Grã-Bretanha, Lunardi partiu então para Palermo e Nápoles, a sua terra de adoção, e por lá repetiu o êxito das viagens aeronáuticas precedentes, que tão conhecido o tinham tornado dentro e fora do Reino Unido, realizando então uma viagem aérea em Palermo e duas em Nápoles. E tal como já acontecera em Inglaterra, também em Nápoles ascendeu perante a família real, recebendo pela sua magnífica proeza a simpatia e o favor daquela Casa Real.

## As primeiras ascensões na Espanha
Da Itália, Vincenzo Lunardi partiu para a Espanha, dirigindo-se então a Madrid, onde já havia chegado a fama das suas proezas, e naquela capital o aeronauta beneficiou largamente da hospitalidade da Corte espanhola, ficando então alojado no Coliseo del Buen Retiro, onde ascenderia num domingo, 12 de agosto de 1792, tornando-se a primeira pessoa a ascender em toda a Espanha. Uma nova ascensão só ocorreu quase cinco meses depois, em 8 de janeiro de 1793.

## As primeiras ascensões em Portugal
Algum tempo depois desta ascensão, Lunardi encaminhou-se para Portugal, onde ascendeu em 24 de agosto de 1794. Sobre a aventura, ele escreveu um relato publicado em folheto, intitulado A viagem aérea do capitão Vicente Lunardi - por ele escrita. Este relato em língua portuguesa não foi seguramente escrito por Lunardi nesse idioma, posto que o italiano o falava muito mal. Lunardi fez uma nova ascensão em Portugal, na cidade do Porto, em 10 de maio de 1795.

## A primeira ascensão em Barcelona
A 5 de novembro de 1802, Lunardi realizou nova ascensão, partindo da praça de touros de Barcelona. Era a primeira vez que se realizava uma ascensão de balão nessa cidade. A viagem foi curta, porque o vento alto arrastou o balão para cima do mar, tendo Lunardi que manobrar para baixar rapidamente, caindo na água. Foi salvo por uns pescadores que puxaram o balão para terra com a ajuda de cabos. Numeroso público presenciou o acontecimento na praça de touros, com entradas a 1 peseta. O rei Carlos IV, que estava de visita a Barcelona, encontrava-se também presente.. 

## Morte
Depois desta última proeza, não há notícias sobre a vida do capitão Lunardi, embora se saiba que regressou em data incerta a Portugal, onde viria a falecer. A sua morte foi noticiada nestes termos pela Gazeta de Lisboa de 15 de agosto de 1806: "O cavaleiro Lunardi, famigerado pelas suas viagens aerostáticas, feitas nas suas admiráveis máquinas, faleceu no Hospício dos Capuchinhos Italianos de Lisboa, no 1o do corrente, dando demonstrações extraordinárias de uma edificante piedade e compunção, que encheram de júbilo aquela comunidade, a qual pelo espaço de três meses espiritual e temporalmente lhe assistiu com zelo e caridade." 